# Maggie Gallagher

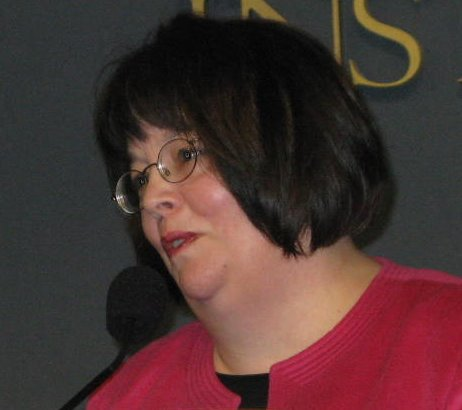
Maggie Gallagher (2010)

Margaret Gallagher Srivastav (* 14. September 1960) (besser bekannt als Maggie Gallagher) ist eine US-amerikanische Autorin und Theologin.

## Leben
Gallagher wuchs in Lake Oswego, Oregon, auf. Sie besuchte die Lakeridge High School und studierte an der Yale University. 1982 schloss sie den Bachelor in Theologie ab. Gallagher ist Präsidentin des Institute for Marriage and Public Policy und der National Organization for Marriage (NOM). Die zuvor unverheiratete Mutter von zwei Kindern heiratete 1993 Raman Srivastav und lebt gegenwärtig mit ihrer Familie in Ossining, New York.
Gallaghers Positionen sind stark wertkonservativ geprägt. Am 26. Januar 2006 publizierte der Journalist Howard Kurtz von der US-amerikanischen Zeitung Washington Post, dass Gallagher während George W. Bushs Regierungszeit finanzielle Unterstützung in den Jahren 2002 und 2003 vom Gesundheitsministerium der Vereinigten Staaten erhielt, um die Healthy-Marriage-Initiative des Präsidenten zu unterstützen.

## Bibliografie (Auswahl)
- The Abolition of Marriage: How We Destroy Lasting Love, 1996, ISBN 0-89526-464-1
- Enemies of Eros: How the Sexual Revolution Is Killing Family, Marriage, and Sex and What We Can Do About It, 1989, ISBN 0-929387-00-7
- The Case for Marriage: Why Married People Are Happier, Healthier, and Better Off Financially (gemeinsam mit Linda J. Waite), 2001, ISBN 0-7679-0632-2
- The Case for Staying Married (gemeinschaftlich mit Linda J. Waite), 2005, ISBN 0-19-516929-8
- The Age of Unwed Mothers: Is Teen Pregnancy the Problem? A Report to the Nation, 1999, ISBN 0-9659841-5-X